# التنوير الإيوني
التنوير الإيوني هو مجموعة من التقدمات في التفكير العلمي والشروحات حول الطبيعة واكتشاف الأسباب الطبيعية والعقلانية خلف الظواهر المُلاحَظة، واتخذ هذا التنوير من اليونان العتيقة مكانًا له، إذ بدأ في القرن السادس قبل الميلاد. بدأت هذه الحركة على الساحل الإيوني للأناضول الغربية من قبل أعداد قليلة من الإغريق ذوي الفكر التقدمي (انظر المدرسة الأيونية والمدرسة الميليسية) من مدن مثل ميليتوس وساموس وهاليكارناسوس. رأى أولئك الإغريق العالم كشيء منظم وواضح، يتبع تاريخه مسارًا قابلًا للتفسير وتترتب أجزاءه المختلفة في نظام يمكن فهمه. يتفق معظم المؤرخون أن طاليس، أحد حكماء الإغريق السبعة، هو من بدأ هذه الحركة من خلال التنبؤ بكسوف شمسي حدث بالفعل.

## ميليتوس
كانت ميليتوس، المدينة اليونانية، مهد الفلسفة الإغريقية والفكر الغربي العلمي. كانت موقعًا خصبًا لازدهار تلك الثورة الفكرية لأنها كانت تتمتع باتصالات مع الحضارات العظيمة لمصر وبلاد الرافدين والأناضول، الأمر الذي مكن من تبادل السلع والأفكار مع البحر المتوسط وثلاث قارات. جمعت ثقافة المدينة أفضل مافي الحضارة الإغريقية مع الاستعارة من مصر والشرق الأوسط. داخليًا، كانت سياسات الميليسيان قائمة على التفريق والصراع والثورة الدموية. خارجيًا، جاورتهم إمبراطوريتان قويتان وشكلت عليهم خطرًا وهما الليديون والميديون. بعيدًا عن هذه الظروف غير المحببة، كان الميليسان تجارًا لا يكلون. تاجروا مع مصر والإمبراطوريات شرقهم ومع السيباريين في جنوب إيطاليا. استعمروا أجزاء من تراقيا وساحل البحر الأسود. أخرجت ميليتوس للعالم أول الفلاسفة الإغريق: طاليس وأناكسيماندر وأناكسيمينيس.

## صعود الفلسفة
حتى ذلك الوقت (القرن السادس قبل الميلاد)، شرح الإغريق، والإمبراطوريات التي سبقتهم أحداث العالم كمنتجات لأفعال خارقة للطبيعة لعوامل إلهية. يمكن رؤية ذلك في كتابات هوميروس وهسيودوس وهما شاعران إغريقيان مشهوران. مع تقديم التفكير العقلاني والطبيعي، حاول الفلاسفة الميليسيون ما قبل السقراطيون، كما أطلِق عليهم، وضع لاهوت محسن وعقلاني مكان الإلهيات المجسمة لبانثيون الأولمب. لكن لاهوتهم لم تكن له علاقة كبيرة بالدين، وأزالوا أغلب الوظائف التقليدية للآلهة، على سبيل المثال لم يعد الرعد الهادر المهدد لزيوس ولم يعد بوسيدون يخلق عواصفًا. لم تعطِ تلك المقاربة ما قبل السقراطية مصداقية للعلم التقليدي وزيادة ا على ذلك تجاهل أولئك الفلاسفة الشروحات المجسدة في الميثيولوجيات وحسنوا من فهمهم على قواعد المنطق وليس التراث. رفضت مقاربتهم السماح لأي قوة خارقة للطبيعة بالحكم على العمليات الطبيعية. لم يجعل رفض أولئك الفلاسفة للقوى الخارقة للطبيعة منهم ملحدين، بل جعل منهم تابعين إلهيين للقانون الطبيعي الذي كان معروفًا بالفيزياء. قدم أولئك الفلاسفة الأوائل أسبابًا لآرائهم وقدموا حججًا لرؤاهم. لجزء كبير، كانوا مشغولين ليس بتحسين الآراء بل بتحسين الآراء المنطقية.

## التأثرات المحتملة
يميل المؤرخون إلى النقاش حول ما إذا كان الفلاسفة اليونانيون الأوائل قد تأثروا بإمبراطوريات قديمة أخرى خلال القرن السادس قبل الميلاد أو كانوا أول من فكر في النظرية والعلوم الأخرى مثل علم النجوم. فيما يلي بعض المؤثرين المحتملين على الثورة الفكرية الإيونية:

### بابل
عُرف البابليون بمعرفتهم الواسعة بالسماء. احتفظ كهنة المعبد بملاحظات مفصلة للسماء من أجل الإبلاغ عن الظواهر المشؤومة وتوقعها. عُثِر على سجلات الخسوف حوالي 747 قبل الميلاد. طور البابليون أيضًا نظامًا معقدًا للرياضيات يعتمد على الرقم الستين، والذي استخدموه لتتبع حركات الشمس والقمر. تحتوي المحفوظات البابلية على مخازن ضخمة من البيانات الرياضية والفلكية على ألواح مسمارية. قد يكون الكسوف الذي تنبأ به طاليس، والذي بدأ هذه الحركة، قد تم على أساس الألواح البابلية.

### مصر
عُرف المصريون بمعرفتهم الواسعة في الحساب. من الممكن أن يكون طاليس قد أحضر معرفة الهندسة من مصر. جذور الكلمة اليونانية تعني قياس الأرض، ما يشير إلى نوع العلم الذي كان سيواجهه هناك: المسح العملي. استخدم المصريون الكتبة الذين لديهم معرفة بالحسابات الأساسية ليؤسسوا على أساسها أسئلة عملية عن طلب اللوازم وما شابه. استخدموا سنة بسيطة ولكنها عملية للغاية من 365 يومًا وقاموا بعمل ملاحظات فلكية بسيطة.

## فلاسفة ينحدرون من الحركة
- فيثاغورس
- ألكمايون
- كزينوفانيس
- هرقليطس
- أرخلاوس
- بارمينيدس
- ميليسوس
- زينون
- أمبادوقليس
- هيبياسي
- فيلولاوس
- هيبو
- ليوكيبوس
- ديموقريطوس
- أناكساغوراس